# Alekszej Andrejevics Polivanov
Alekszej Andrejevics Polivanov (oroszul: Алексей Андреевич Поливанов) (Orosz Birodalom, 1855. március  16. – Riga, Lettország, 1920. szeptember 25.), gyalogsági tábornok, orosz hadügyminiszter 1915 júniusától 1916 márciusáig. Az első világháború idején a kormány kevés hozzáértő, koncepciózus tagja közé tartozott.

## Életrajz
Arisztokrata család fia volt. Részt vett az orosz–török háborúban. Később az orosz vezérkar tagja (1899–1904), majd 1905-ben a vezetője lett.
Az 1904–1905-ös orosz–japán háborúban elszenvedett katasztrofális vereséget követően kinevezték hadügyminiszter-helyettessé, és gyorsan széles körű politikai és katonai reformokat javasolt. 1912-ben azonban menesztették, mert együttműködött a duma liberális frakcióival.
1912-ben kinevezték az államtanács tagjává , és ebben a beosztásban maradt 1915 júniusáig, amikor Vlagyimir Szuhomlinov hadügyminiszter helyébe lépett; és azonnal megkezdte az orosz hadsereg kiképzési rendszerének átalakítását, valamint – mérsékelt sikerrel – megpróbálta javítani a hadsereg utánpótlási és összeköttetési rendszerét.
1915 szeptemberében viszont értesült, hogy II. Miklós cár le akarja váltani Nyikolaj nagyherceget a hadsereg főparancsnoki posztjáról, és maga akarja átvenni a helyét, hogy személyesen vezesse a fronton küzdő orosz hadseregeket, és nagy erőfeszítéseket tett, hogy lebeszélje a cárt erről a lépésről.
Ez is hozzájárult ahhoz, hogy Alekszandra cárné elidegenüljön tőle, összeesküvést kezdjen a megbuktatására. Végül elérte ezt, amikor Miklós cár 1916 márciusában leváltotta.
Az októberi forradalom után 1920 februárjában belépett a Vörös Hadseregbe, abban az évben később részt vett a rigai szovjet–lengyel béketárgyalásokon, de a tárgyalások közben elhunyt tífuszban.

## Fordítás
- Ez a szócikk részben vagy egészben  az   Alexei Polivanov című angol Wikipédia-szócikk ezen változatának fordításán alapul.  Az eredeti cikk szerkesztőit annak laptörténete sorolja fel. Ez a jelzés csupán a megfogalmazás eredetét és a szerzői jogokat jelzi, nem szolgál a cikkben szereplő információk forrásmegjelöléseként.